# Lukas Spisser
Lukas Spisser (* 12. Februar 1985 in Bozen) ist ein Südtiroler Schauspieler.

## Leben
Spisser wuchs in St. Ulrich in Gröden auf. Nach der Matura am Gymnasium „Jakob Philipp Fallmerayer“ in Brixen 2004 studierte er für zwei Semester Englisch und Geschichte an der Universität Wien. Danach begann er seine Schauspielausbildung am  Max Reinhardt Seminar, das er 2010 mit Auszeichnung abschloss. Zu seinen Lehrern gehörten u. a. Michaela Rosen, Artak Grigorjan, Klaus Maria Brandauer, István Szabó, Rosee Riggs und Markus Kupferblum. In seiner Studienzeit spielte er unter anderem die Titelrolle in Peer Gynt, George in Wer hat Angst vor Virginia Woolf? oder Neil in Lantana. 
Er wurde 2021 für den Österreichischen Filmpreis für die beste männliche Nebenrolle nominiert.

## Filmografie (Auswahl)
- Vite in Fuga, Regie: Luca Ribuoli, RAI - Serie
- Die Hochzeitsverplaner, Regie: Christina Schiewe, Sat1 Film
- MUTE, Regie: Johanna Thalmann, Kurzfilm HFF München
- Una coppia perfetta, Regia: Fabrizio Costa, TV, RAI Fiction, ITA
- Isenhart, Regie Hansjörg Thurn, DOR Film, TV-Film für ORF
- 2013: Zweisitzrakete, Regie: Hans Hofer, DOR Film, KINO
- 2020: Letzter Wille, Regie: Marcus Engel, ORF
- 2020: SOKO Kitzbühel – Survival Dinner, Regie: Rainer Hackstock, ORF
- 2020: Wischen ist Macht – Ready Made, Regie: Esther Rauch, ORF
- 2020: Was wir wollten, Regie: Ulrike Kofler, FilmAG/NETFLIX (für den Österreichischen Filmpreis 2021 als bester Nebendarsteller nominiert)
- 2021: Die Macht der Kränkung, Regie: Umut Dag, MonaFilm/ZDF Neo
- 2022: SOKO Linz – Die Unsichtbaren (Fernsehserie)
- 2022: Herzogpark (Miniserie)
- 2022: Schrille Nacht (Fernsehfilm)
- 2022: Riesending – Jede Stunde zählt (Fernsehfilm)
- 2023: WaPo Bodensee – Der Schuss, Die Erlösung (Fernsehserie)
- 2023: Schnee (Fernsehserie)
- 2023: Soko Donau
- 2023: Der Schatten (Fernsehserie)
- 2024: Woodwalkers
- 2024: Biester (Fernsehserie)
- 2024: Gina
- 2024: Vienna Blood – Mephisto (Fernsehreihe)
- 2025: SOKO Donau/SOKO Wien – Der letzte Tanz (Fernsehserie)

## Theaterengagements (Auswahl)
- Theater in der Josefstadt, Die Reise der Verlorenen - D. Kehlmann, Der Besuch der alten Dame - F. Dürrenmatt, Glaube und Heimat - Karl Schönherr
- Landestheater Niederösterreich, Lichter der Vorstadt -Nestroypreis 2016 Ein Sommernachtstraum, Die Welt ist groß und Rettung lauert überall, Wie es euch gefällt, Schöne Bescherung
- Landestheater Linz, Floh im Ohr, Funkelnde Geister, Ein Wintermärchen, Hiob
- Stadttheater Klagenfurt, Mutter Courage
- Vereinigte Bühnen Bozen, Werther, Die Schutzbefohlenen, Diener zweier Herren, Die Fledermaus
- Landestheater Bregenz, Bunbury, Der zerbrochne Krug, Ein Volksfeind
- Staatstheater Meiningen, Die Katze auf dem heißen Blechdach, Die Jungfrau von Orleans
- Stadttheater St. Gallen, Das Käthchen von Heilbronn
- Festspiele Reichenau, Lady Chatterley

| Personendaten    | Personendaten                         |
| ---------------- | ------------------------------------- |
| NAME             | Spisser, Lukas                        |
| KURZBESCHREIBUNG | italienischer Schauspieler (Südtirol) |
| GEBURTSDATUM     | 12. Februar 1985                      |
| GEBURTSORT       | Bozen                                 |